# Województwo chełmskie (1793)

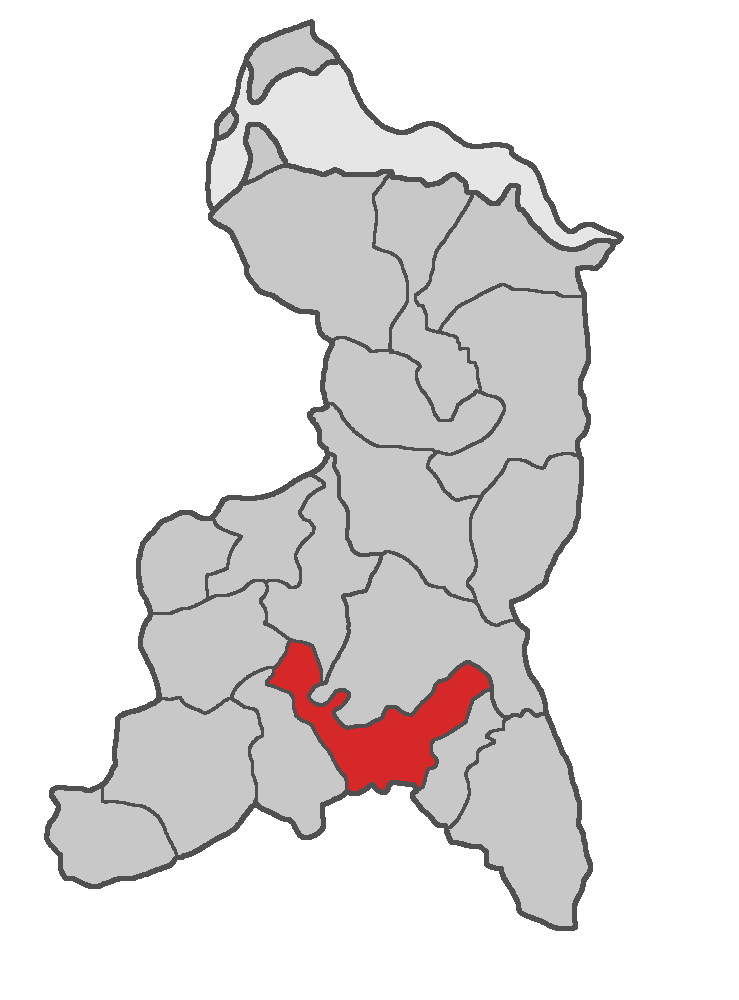
Województwo chełmskie na tle województw utworzonych na sejmie grodzieńskim

Województwo chełmskie zostało utworzone na sejmie grodzieńskim 23 listopada 1793 r. z ziemi chełmskiej, ziemi łukowskiej i pozostającego przy Polsce jednego z dwóch skrawków (nadal funkcjonującego) województwa bełskiego z Dubienką.
Nie zostało w pełni zorganizowane w związku z rozpoczęciem insurekcji kościuszkowskiej. Województwo miało mieć w Sejmie dwóch senatorów (wojewodę i kasztelana) i sześciu posłów wybieranych na cztery lata (po dwóch z każdej ziemi). Miało wybierać po: 6 sędziów ziemskich, 6 komorników ziemskich, 1 pisarza sądowego ziemskiego, 9 komisarzy porządkowych, 1 regenta aktowego z każdej ziemi. Sejmiki miały odbywać się w kościele Pijarów w Chełmie.
Województwo dzieliło się na trzy ziemie:
- chełmską
- łukowską
- parczewską

Dokładny podział województwa na ziemie (powiaty) mieli dokonać obywatele za aprobatą Rady Nieustającej.